# (4484) Sif
(4484) Sif es un asteroide perteneciente al cinturón de asteroides, descubierto el 25 de febrero de 1987 por Poul Jensen desde el Observatorio Brorfelde, Holbæk, Dinamarca.

## Designación y nombre
Designado provisionalmente como 1987 DD. Fue nombrado Sif en homenaje a la diosa Sif, esposa de Thor en la mitología nórdica.

## Características orbitales
Sif está situado a una distancia media del Sol de 2,633 ua, pudiendo alejarse hasta 2,898 ua y acercarse hasta 2,369 ua. Su excentricidad es 0,100 y la inclinación orbital 29,78 grados. Emplea 1561 días en completar una órbita alrededor del Sol.

## Características físicas
La magnitud absoluta de Sif es 12,4. Tiene 16,266 km de diámetro y su albedo se estima en 0,078.